# Coleophora zymotica
Coleophora zymotica é uma espécie de mariposa do gênero Coleophora pertencente à família Coleophoridae.